# Angu (cratera)
Angu é uma cratera marciana. Tem como característica 1.8 quilômetros de diâmetro. O seu nome deve-se à localidade Angu situada na República Democrática do Congo (antigo Zaire).